# Chiesa della Beata Vergine Assunta (Carentino)
La chiesa Santa Maria Assunta è la parrocchiale di Carentino, in provincia e diocesi di Alessandria; fa parte della zona pastorale dei Fiumi.

## Storia
La primitiva chiesa carentinese, dedicata a san Sebastiano, sorse tra il termine del XII e l'inizio del XIII secolo.
Fino al Quattrocento questa chiesa fu retta dall'ordine degli Umiliati; in quel periodo venne poi affidata al clero diocesano.
Dalla relazione della visita pastorale del 1566 si apprende che l'edificio versava in pessime condizioni; il presule esortò la comunità a restaurare la chiesa, anche se già a quell'epoca c'era il progetto di ricostruirla dalle fondamenta.
La prima pietra della nuova parrocchiale venne posta nel 1774; l'edificio fu poi inaugurato e aperto al culto il 12 novembre 1780.
Un restauro della struttura venne condotto tra il 1980 e il 1983.

## Descrizione

### Esterno
La facciata a capanna intonacata della chiesa, che volge a sud-est, è tripartita da quattro lesene d'ordine corinzio poggianti su un alto basamento; al centro si apre l'ampio portale d'ingresso, delimitato da una cornice e sormontato da un rosone, mentre a coronamento si erge sulla trabeazione, caratterizzata dalla scritta "A Maria Vergine Assunta", un frontone di forma semicircolare, sopra il quale sono collocati tre pinnacoli.

### Interno
L'interno dell'edificio si compone di un'unica navata, scandita sui fianchi da lesene marmoree a sostegno del cornicione; sull'aula, coperta da una serie di volte a vela lunettate decorate con affreschi, si affacciano attraverso ampie arcate le cappelle laterali. Sul fondo si sviluppa il presbiterio, coronato da una cupola ribassata e chiuso dall'abside di forma semicircolare.